# Oborín
Oborín – wieś (obec) na Słowacji położona w kraju koszyckim, w powiecie Michalovce. Pierwsze wzmianki o miejscowości pochodzą z roku 1221. 
Według danych z dnia 31 grudnia 2012, wieś zamieszkiwało 731 osób, w tym 371 kobiet i 360 mężczyzn.
W 2001 roku rozkład populacji względem narodowości i przynależności etnicznej wyglądał następująco:
- Słowacy – 28,29%
- Romowie – 1,43%
- Węgrzy – 69,29%

Ze względu na wyznawaną religię struktura mieszkańców kształtowała się w 2001 roku następująco:
- Katolicy rzymscy – 17,57%
- Grekokatolicy – 9,86%
- Ewangelicy – 0,57%[a]
- Prawosławni – 3,43%
- Ateiści – 5,57%
- Przedstawiciele innych wyznań – 0,14%
- Nie podano – 1,14%